# ふたりの背番号4
『ふたりの背番号4』（ふたりのせばんごうよん）は、朝日放送テレビ制作の「第104回全国高等学校野球選手権大会中継」内で、2022年8月6日から8月16日までの11日間にわたって試合中継の合間に放送された10話構成のミニドラマ。主演は池田朱那。
2020年、コロナ禍で中止となった令和2年夏季高等学校野球大会当時に栃木県立鹿沼高校に在籍した県下唯一の女子選手・木村百伽の実話に基づく物語を1日1話のペースで描く。

## 概要
朝日放送テレビで2019年から放送されている高校野球にちなんだ4分間のミニドラマの第3作目。
第1作『青空ふたたび』、第2作『海と空と蓮と』に続いて、『熱闘甲子園』（朝日放送テレビ・テレビ朝日共同制作の大会ダイジェスト番組）に出演している古田敦也（野球解説者、元・東京ヤクルトスワローズ捕手および監督）が今作にも出演する。

## あらすじ
高校野球では女子選手は公式試合に出ることができないが、川瀬遥香は2018年、鹿沼高校硬式野球部に選手として入部。背番号がもらえないながらも、男子選手と一緒に厳しい練習に打ち込み、高校生活の3年間を野球に捧げる。

## キャスト
○：放送時点で『熱闘甲子園』のキャスター
川瀬遥香
演 - 池田朱那
鹿沼高校硬式野球部の部員。ポジションはセカンド。
園田晴道
演 - 藤枝喜輝
遥香と同じポジションの同級生。
茂木麻友
演 - 紺野彩夏
遥香の幼馴染。遥香に帰宅部入りを誘うも、断られてしまう。
川瀬愛菜
演 - なえなの
遥香の姉。大学生。
川瀬正雄
演 - 古田敦也　○
遥香の父。
熊田真一
演 - 橋本じゅん
野球部の顧問。

## スタッフ
- 脚本 - 鈴木史子
- 監督 - 元村次宏、藤田結衣
- 主題歌 - 平井大「栄光の扉」[1]
- プロデューサー - 辻知奈美、元村次宏（東通企画）、藤田結衣（東通企画）
- 制作協力 - 東通企画
- 制作著作 - ABCテレビ

## 放送日程
| 放送回         | 放送日  | サブタイトル              |
| -------------- | ------- | ------------------------- |
| 第1話          | 8月06日 | 私、野球がやりたいんです! |
| 第2話          | 8月07日 | 高校野球の壁              |
| 第3話          | 8月08日 | 女子は試合に出られない    |
| 第4話          | 8月09日 | 忍び寄る禍                |
| 第5話          | 8月10日 | 目標なき球児              |
| 第6話          | 8月11日 | 試合に出られる人          |
| 第7話          | 8月12日 | ひとつの後悔              |
| 第8話          | 8月13日 | チームのためにできる事    |
| 第9話          | 8月14日 | もうひとつの背番号4       |
| ダイジェスト回 | 8月15日 | #1～9 ダイジェスト        |
| 最終話         | 8月16日 | 高校球児・川瀬遥香        |
| 特別編(総集編) | 9月04日 |                           |